# Live at Wembley ’86
A Live at Wembley '86 az angol Queen együttes élő dalokat tartalmazó nagylemeze 1992-ből. A dalokat 1986. június 12-én, a Magic Tour turné  londoni állomásán vették fel. A brit albumlistán a második helyet érte el.
2003-ban a koncert filmfelvételeit felhasználva egy DVD kiadás is megjelent az eseményről, Queen: Live at Wembley Stadium címen.

## Az album dalai
| 1.  | One Vision                       | Queen             | 5:50 |
| 2.  | Tie Your Mother Down             | Brian May         | 3:52 |
| 3.  | In the Lap of the Gods…Revisited | Freddie Mercury   | 2:44 |
| 4.  | Seven Seas of Rhye               | Mercury           | 1:19 |
| 5.  | Tear It Up                       | May               | 2:12 |
| 6.  | A Kind of Magic                  | Roger Taylor      | 8:41 |
| 7.  | Under Pressure                   | Queen/David Bowie | 3:41 |
| 8.  | Another One Bites the Dust       | John Deacon       | 4:54 |
| 9.  | Who Wants to Live Forever        | May               | 5:16 |
| 10. | I Want to Break Free             | Deacon            | 3:43 |
| 11. | Impromptu (gitárszóló)           | May               | 2:55 |
| 12. | Brighton Rock Solo               | Queen             | 8:41 |
| 13. | Now I’m Here                     | May               | 6:19 |

| 1.  | Love of My Life                      | Mercury                                    | 4:47 |
| 2.  | Is This the World We Created..?      | Mercury/May                                | 2:59 |
| 3.  | (You're So Square) Baby I Don't Care | Jerry Leiber, Mike Stoller                 | 1:34 |
| 4.  | Hello Mary Lou (Goodbye Heart)       | Gene Pitney                                | 1:24 |
| 5.  | Tutti Frutti                         | Little Richard                             | 3:23 |
| 6.  | Gimme Some Lovin’                    | Steve Winwood, Spencer Davis, Muff Winwood | 0:55 |
| 7.  | Bohemian Rhapsody                    | Mercury                                    | 5:50 |
| 8.  | Hammer to Fall                       | May                                        | 5:36 |
| 9.  | Crazy Little Thing Called Love       | Mercury                                    | 6:27 |
| 10. | Big Spender                          | Dorothy Fields, Cy Coleman                 | 1:07 |
| 11. | Radio Ga Ga                          | Taylor                                     | 5:57 |
| 12. | We Will Rock You                     | May                                        | 2:46 |
| 13. | Friends Will Be Friends              | Deacon/Mercury)                            | 2:08 |
| 14. | We Are the Champions                 | Mercury                                    | 4:05 |
| 15. | God Save the Queen                   | tradicionális, átdolg. May                 | 1:27 |

| 1. | A Kind of Magic (1986. július 11., Wembley Stadion, London)                      | Taylor        | 6:47 |
| 2. | Another One Bites the Dust (1986. július 11., Wembley Stadion, London)           | Deacon        | 4:17 |
| 3. | Crazy Little Thing Called Love (1986. július 11., Wembley Stadion, London)       | Mercury       | 5:42 |
| 4. | Tavaszi szél vizet áraszt (1986. július 27., Népstadion, Budapest, Magyarország) | magyar népdal | 0:21 |

### Helyezések
| Ország          | Helyezés | Díjazás    |
| --------------- | -------- | ---------- |
| Anglia          | #2       | arany      |
| Amerika         | #53      | Platina    |
| Hollandia       | #9       | arany      |
| Magyarország    | #13      |            |
| Spanyolország   |          | 2x Platina |
| Németország     | #20      | arany      |
| Brazília (ABPD) |          | 250 000+   |